# Anthurium reticulatum
Anthurium reticulatum là một loài thực vật có hoa trong họ Ráy (Araceae). Loài này được Benth. miêu tả khoa học đầu tiên năm 1846.